# زک پففر
زک پففر (انگلیسی: Zach Pfeffer؛ زادهٔ ۶ ژانویهٔ ۱۹۹۵) یک بازیکن فوتبال اهل ایالات متحده آمریکا است.